# خوش‌نوای دم‌بازبزنی
خوش‌نوای دم‌بازبزنی (نام علمی: Gerygone flavolateralis) نام گونه‌ای از سرده خوش‌نوا است.